# Peneroplidae
Famille
Les Peneroplidae sont une famille de foraminifères de la classe des Tubothalamea et de l'ordre des Miliolida.

## Liste des genres
Selon le World Register of Marine Species (29 avril 2022), la famille compte dix genres, dont trois sont fossiles :
- † Archiacina Munier-Chalmas in Vasseur, 1878
- Coscinospira Ehrenberg, 1839
- Dendritina d'Orbigny, 1826
- Euthymonacha Loeblich & Tappan, 1994
- Laevipeneroplis Šulc, 1936
- Monalysidium Chapman, 1900
- Peneroplis Montfort, 1808
- † Renulina Lamarck, 1804
- Spirolina Lamarck, 1804
- † Vandenbroeckia Marie, 1958

## Publication originale
- (de) Max Schultze, Über den Organismus der Polythalamien (Foraminiferen) nebst Bemerkungen über die Rhizopoden im Allgemeinen, Leipzig, W. Engelmann, 1854 (lire en ligne), p. 1-68